# 林文君
林文君（1997年6月3日—），福建厦门人，中国皮划艇运动员，效力于中国皮划艇队。

## 战绩
2018年5月，林文君与张璐琦获得皮划艇世界杯女子双人划艇200米冠军。2019年8月，林文君与张璐琦获得2019年世界皮划艇竞速锦标赛女子双人200米划艇冠军。2021年，林文君入选2020年东京奥运会中国体育代表团皮划艇项目运动员名单。2021年8月5日，林文君在东京奥运会皮划艇静水女子200米单人划艇半决赛中以47秒161获得小组第二，晋级A组决赛。同日决赛中，她以47秒608的成绩获得第六名。